# Комиссаров (приток Кеми)
Комиссаров, Пюехтоя — ручей в России, протекает по территории Кривопорожского сельского поселения Кемского района Республики Карелии. Длина ручья — 12 км.
Ручей берёт начало из болота, в общей сложности имеет четыре малых притока суммарной длиной 9,0 км.
Втекает левым притоком в реку Кемь.
В нижнем течении Комиссаров пересекает трассу 86К-3 («Р21 „Кола“ — Калевала — Лонка»).
Населённые пункты на ручье отсутствуют.
Код объекта в государственном водном реестре — 02020001012202000004662.